# Спомен-црква Вазнесења Господњег у Крупњу
Спомен-црква Вазнесења Господњег у Крупњу је српска православна црква у Крупњу подигнута у спомен жртвама Првог светског рата у Бици на Мачковом камену и око Крупња 1914. године. У крипти цркве се налази костурница у коју су донети посмртни остаци погинулих војника.  

## Оснивање и изградња
Током помена на Мачковом камену 29. јуна 1924. године, идеју за изградњу спомен обележја су изнели начелник рађевског среза Душан Миладиновић, свештеник добропоточки Петар Грујичић и школски надзорник Коста Николић. Тада је формиран одбор за подизање Спомен цркве са костурницом у Крупњу и Спомен костурнице на Мачковом камену. Коста Николић је био председник тог одбора.
Када се идеја проширила на предлог министра „на расположењу“ Милорада Вујичића 4. децембра 1924. осим крупањског основан је и београдски одбор, чији је председник био Љубомир Јовановић, председник народне скупштине, а после његове смрти 1928. године био је Ђорђе Вајферт, гувернер Народне банке. Генерални секретар београдског одбора био је Арчибалд Рајс, који је 1926. проглашен за почасног грађанина Крупња и главна улица је названа по њему.
Копање темеља за цркву је почело 16. августа 1926, а свечано полагање камена темељца је било 23. септембра 1926. уз присуство епископа шабачко-ваљевског Михаила. Камен за изградњу је вађен у Кржави, Ликодри и Планини. Градња цркве је завршена крајем 1929. године, а покривање крова лимом 1930. године. Унутрашње уређење је завршено 1932. године.
Архитекта цркве је био Момир Коруновић. Са њим је постигнут договор да црква личи на манастирску цркву светог Ђорђа у Старом Нагоричану, задужбину краља Милутина из 14. века.
Иконостас је осликао Живорад Настасијевић. Висина иконостаса је 7,80 м, а ширина 8,80 м.
Удружење Српкиња „Кнегиња Зорка“ из Београда даривало је новој цркви звоно тешко 400 килограма, уметнички израђен полијелеј од чаура и два велика свећњака (чирака). Председница овог удружења била је Милица Јовановић, рођена у Крупњу. У цркви се налази 12 мермерних спомен плоча са именима погинулих.
Свечано освећење цркве и спомен костурнице било је 18. септембра 1932. године, били су ту патријарх српски Варнава, епископ Михаило, дивизијски ђенерал Милан Јечменић као изасланик краља Александра, као и командант српских снага на Мачковом камену 1914. године генерал у пензији Љубомир Милић. Вест о овом догађају испратила је већина новина у Југославији, али и чешка и немачка штампа.

## Крипта
У склопу крипте цркве налази се костуриница са моштима војника настрадалих у борбама на Мачковом камену у Првом светском рату и натписом Виле ће се грабит у вјекове да вам венце достојне саплету. У костурници су изложене фотографије са бојног поља, венци, као и споменици мајору Светиславу Марковићу, команданту 4. батаљона, првог пука другог позива и Душану В. Поповићу, резервном поручнику. Догађаји из ове битке и херојство јунака сахрањених у крипти цркве, инспирисали су писца Вељка Петровића који их је описао у свом делу Изданци из опаљена грма 1932ге године, а по том делу Радио Телевизија Србије снимила је и истоимену серију 1972ге године у којој насловну улогу мајора Светислава тумачи Драгомир Бојанић Гидра.

## Црква данас
Током Другог светског рата 1941. године Крупањ је бомбардовала и запалила немачка казнена експедиција. Црква је остала сачувана јер се авионска бомба зарила у зид олтара и није експлодира, па је после рата демонтирана.
Значајне обнове и радови у овом храму биле су више пута, и то 1960, 1968, 1971, 1973, 1983 и 1992. године. Посебно, крајем 2012. године црква је добила нови фрескопис.
У истој порти налази се и стара црква Вазнесења Господњег из 1842. године, као и новоизграђена звонара висине 22 метра освећена 1994. године.